# دافستيترز
دافستيترز (بالإنجليزية: Devastators)‏، هي لعبة فيديو يابانية من النوع اطلاق النيران، وهي من إنتاج شركة كونامي، عرضت لعبة دافستيترز على منصة الآركيد سنة 1988 باليابان.